# 호만틴역
호만틴역 (중국어 정체자: 何文田, 월병: Ho4 man4 tin4, Ho Man Tin)은 홍콩 MTR 군통 선의 지하철역이다. 로룽항 지역의 밸리 로에 자리해 있으며, 튄마선과 환승이 가능하다. 호만틴 역의 하층 승강장 (군통 선)은 2016년 10월 23일 군통 선 연장선 개통으로 웡보 역과 함께 문을 열었으나, 상층 승강장은 2021년 6월 말 개통했다.
호만틴 역은 호만틴의 남쪽 끝에 위치해 있다. 호만틴 중심부에서 역까지는 도보로 15-20분이 걸린다. 때문에 일부 시민들 사이에서 역 이름을 호만틴이 아니라 로룽항으로 써야 하는 것이 아니냐는 목소리도 나오고 있다. 하지만 MTR 측은 로룽항이 어디에 있는 동네인지 사람들이 잘 알지 못하므로 호만틴이란 이름을 유지하겠다는 입장을 밝혔다.

## 역 구조
호만틴 역은 충하우 가와 채텀 로 북부 사이에 위치해 있다. 동서주랑 승강장이 미운영되는 동안에는 군통 선 승강장과 대합실 사이의 통로로 쓰이게 된다.
피크 시간대에는 일부 군통선 하행방면 열차가 2번 승강장에 종착한 다음, 역을 떠나 크로스오버를 거치며 통행방향을 바꾼 뒤 다시 운행한다. 나머지 열차는 다음 역이자 종착역인 웡보 역까지 그대로 운행한 뒤 그곳에서 통행방향을 바꾼다. 그 이유는 웡보 역의 정차 선로가 하나뿐이라, 러시아워 시간대에는 모든 군통선 열차의 운행방향을 전환하기엔 수용공간이 부족하기 때문이다.